# 列契納河
45°19′19″N 14°26′58″E / 45.3220°N 14.4495°E

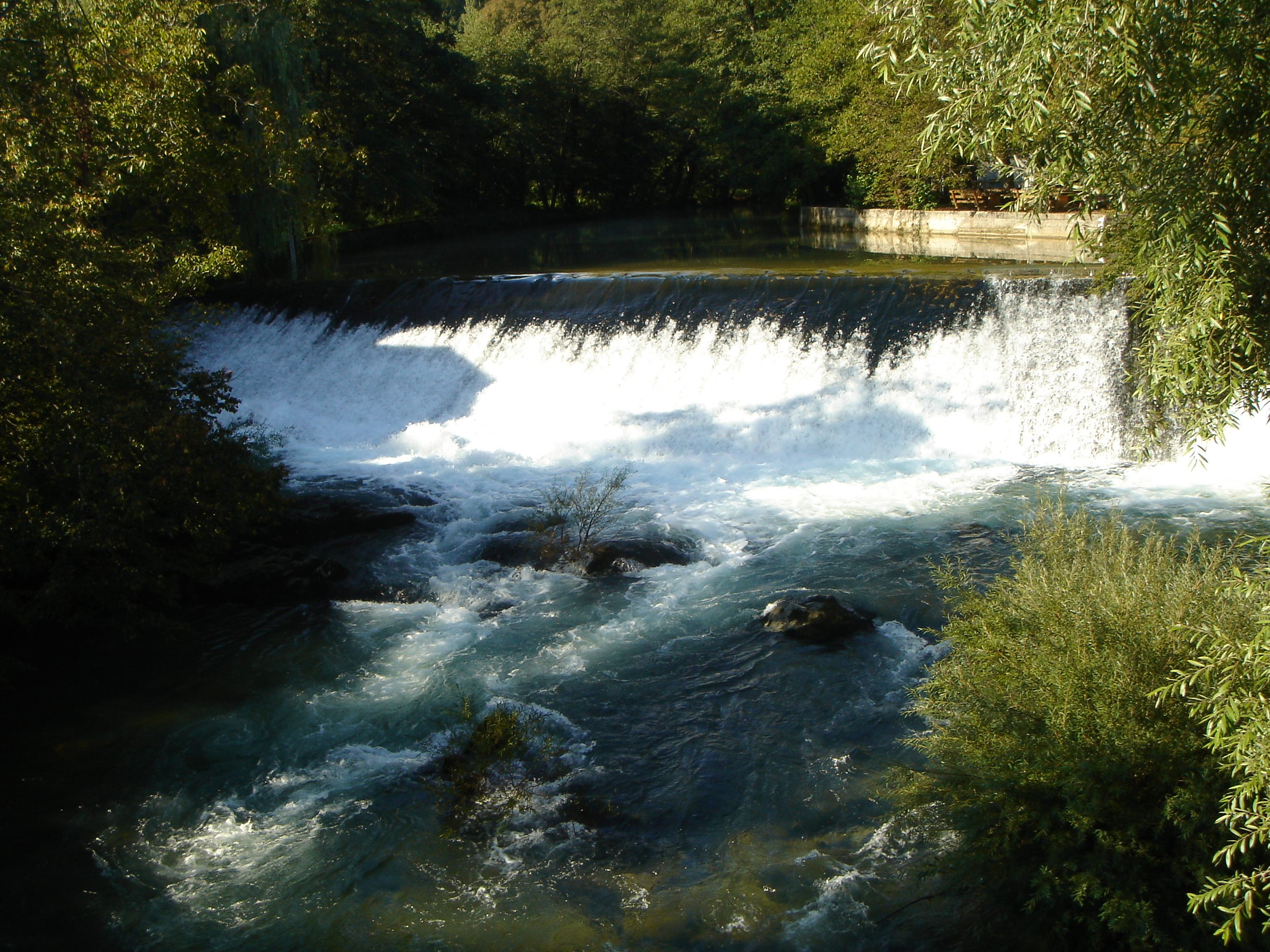

列契納河是克羅地亞的河流，位於該國西部，流經濱海和山區縣，處於首都薩格勒布以西130公里，河道全長18公里，最終注入亞得里亞海，河口處在里耶卡。